# Andreas Engelmark
Andreas Engelmark, född 19 januari 1984 i Stockholm, är en svensk fotbollstränare som sedan 2025 är huvudtränare för IK Sirius i Allsvenskan.
Efter att ha tillbringat 12 år i BP, varav de två sista som huvudtränare, kom Engelmark till Sirius inför säsongen 2025.